# Rolf Persson (kärnfysiker)
Rolf Persson, född 1922, död 2013, var en svensk kärnfysiker.

## Biografi
Persson föddes i Karlsborg och avlade studentexamen som privatist. Han blev civilingenjör vid KTH teknisk fysik 1948 och teknologie licentiat 1953.
Han blev sedan en av de fysiker som vid AB Atomenergi under ledning av Sigvard Eklund började utveckla kärnenergi för civila ändamål. Med början 1951 gjorde han tillsammans med Eric Hellstrand mätningar av resonansabsorption i uran med cyklotronen i forskningsinstitutet för fysik i Frescati som neutronkälla. Resultaten publicerades i tidskriften Arkiv för fysik och bidrog troligen till att USA kort efteråt offentliggjorde sina dittills hemligstämplade resultat.
Intill den första reaktorn R1 vid Drottning Kristinas väg i Stockholm byggde han upp ZEBRA (Zero Energy Bare Reactor Assembly), den första mätanordningen för uranstavar i tungt vatten. År 1958 flyttades ZEBRA till AB Atomenergis anläggning i Studsvik, där Persson blev ansvarig för uppbyggnaden av den kritiska nolleffektreaktorn R0. I denna reaktor gjordes betydelsefulla reaktorfysikaliska mätningar i samband med konstruktionen av Ågestareaktorn. Han ledde också ombyggnaden av ZEBRA till att klara mätningar upp till 250°C moderatortemperatur, en facilitet som färdigställdes 1963 och kallades TZ (TryckZebra).
År 1966 disputerade han på en avhandling som beskrev en av honom utvecklad substitutionsmetod för kritiska mätningar på reaktorhärdar. Han ansvarade sedan för uppbyggnaden av experimentuppställningen KRITZ som användes för kriticitets-mätningar på lättvattenreaktorhärdar vid hög temperatur. I den gjordes bland annat mätningar för den första svenska lättvattenreaktorn Oskarshamn 1, men även mätningar för tyska och amerikanska kunder. Mätningar i KRITZ har fungerat som standard vid internationella jämförelser av reaktorfysikaliska beräkningsmetoder.